# Nel sistema della follia
Nel sistema della follia (A Whiff of Madness) è un romanzo breve di fantascienza umoristica del 1976 di Ron Goulart.
Il romanzo narra le improbabili vicende che si svolgono sul pianeta Zany, termine che in inglese può essere tradotto con "pazzesco".

## Edizione Urania
La collana fantascientifica Urania fa uscire il romanzo il 16 maggio 1982 (n. 918), aggiungendovi anche l'opera Quattro storie di fantasmi (The Ghost Breaker), antologia dello stesso autore del 1971, contenente i seguenti racconti:
- Villino unifamiliare con gnomo (Breakaway House, 1966)
- Mantelli fatturati (Fill in the Blank, 1967)
- I fantasmi della suocera (The Ghost Patrol, 1968)
- Fantajazz (The Strawhouse Pavilion, 1969)